# Бронников, Павел Александрович
Павел Александрович Бронников — тракторист Зиминского леспромхоза Иркутской области, Герой Социалистического Труда (1957) .

## Биография
Родился в 1914 году в Нер-Заводском районе Читинской области. После окончания курсов трактористов, работал в МТС. В 1943 году был призван в Красную Армию, был ранен. После демобилизации отправился на работу Залумаевский лесопункт Зиминского леспромхоза Иркутской области и работал там трактористом на лесозаготовках.
Первым среди рабочих лесной отрасли присоединился к стахановскому движению, ежедневно перевыполняя нормы выработки: на 150 процентов. Возглавил комплексное звено.
За выдающиеся успехи, достигнутые в деле развития лесной промышленности, в 1957 году Указом Президиума Верховного Совета СССР Павлу Александровичу Бронникову присвоено звание Героя Социалистического труда.
Имел звание «Почетный мастер лесозаготовок».